# Cafelândia (Paraná)
Cafelândia es un municipio brasileño del estado de Paraná. 

## Turismo

### Principal evento
El principal evento de la ciudad de Cafelândia es la Fiesta del Frango, que es realizada anualmente a fines de noviembre, para conmemorar el aniversario de la emancipación del municipio que es el 25 de noviembre.